# 도미노피자
도미노피자 주식회사(Domino's Pizza, Inc.)는 일반적으로 도미노로 불리며, 러셀 와이너가 최고경영자(CEO)로 있는 1960년에 설립된 미국의 다국적 피자 레스토랑 체인이다. 이 법인은 델라웨어주에 본사를 두고 있으며 앤아버, 미시간주 근처의 도미노 팜스 오피스 파크에 본사가 위치해 있다. 2018년 현재 도미노는 약 15,000개의 매장을 보유하고 있으며, 이 중 미국에 5,649개, 인도에 1,500개, 영국에 1,249개가 있다. 도미노는 전 세계 83개국 및 5,701개 도시에 매장을 두고 있다.

## 역사

### 1960년대–2010년대
1960년 톰 모너핸과 그의 형 짐은 입실랜티, 미시간주의 507 크로스 스트리트(현 301 웨스트 크로스 스트리트)에 위치한, 도미닉 드바르티가 소유했던 작은 피자 레스토랑 체인점인 도미닉스(DomiNick's)의 운영을 맡게 되었다. 이 곳은 이스턴 미시간 대학교 근처에 있었다. 형제는 500달러의 계약금을 내고 900달러를 빌려 매장 비용을 충당했다. 형제는 근무 시간을 균등하게 나누기로 했지만, 짐은 새로운 사업의 요구를 따라잡기 위해 우체국 정규직을 그만두고 싶어하지 않았다. 8개월 만에 짐은 피자 배달에 사용하던 폭스바겐 비틀을 대가로 사업 지분 절반을 톰에게 넘겼다.
1965년까지 톰 모너핸은 두 개의 피자 가게를 더 인수하여 같은 카운티에 총 세 개의 매장을 갖게 되었다. 모너핸은 모든 매장이 동일한 브랜드를 공유하기를 원했지만, 원래 주인은 도미닉스(DomiNick's)라는 이름을 사용하는 것을 금지했다. 어느 날, 직원 짐 케네디(Jim Kennedy)가 피자 배달을 마치고 돌아와 "도미노스"(Domino's)라는 이름을 제안했다. 모너핸은 그 아이디어를 즉시 좋아했고 1965년에 공식적으로 사업명을 도미노 피자 주식회사(Domino's Pizza, Inc.)로 변경했다.
회사 로고는 원래 1965년에 세 개의 매장을 상징하는 세 개의 점을 가지고 있었다. 모너핸은 새로운 매장이 추가될 때마다 새로운 점을 추가할 계획이었으나, 도미노가 빠르게 성장하면서 이 아이디어는 곧 사라졌다. 도미노피자는 1967년에 첫 프랜차이즈 지점을 열었으며 1978년까지 회사는 200개 매장으로 확장되었다. 1975년, 도미노피자는 도미노 설탕 제조업체인 암스타 코퍼레이션(Amstar Corporation)으로부터 상표권 침해 및 불공정 경쟁을 주장하는 소송에 직면했다. 1980년 5월 2일, 뉴올리언스의 미국 제5 항소법원은 도미노피자에게 유리한 판결을 내렸다. 소송 기간 동안 도미노는 피자 디스패치(Pizza Dispatch)라는 이름으로 15개의 새로운 매장을 열었으며, 다른 매장들도 그 이름으로 변경했다.

2012년까지 사용되었던 이전 로고로, 2015년까지 많은 매장에서 여전히 사용되었다.

1998년, 38년간의 소유권 행사 끝에 모너핸은 은퇴를 발표하고 회사 지분 93%를 베인 캐피탈에 약 10억 달러에 매각했으며, 회사의 일상적인 운영에 더 이상 관여하지 않았다. 1년 후, 회사는 데이브 브랜던을 CEO로 임명했다.

#### 피사의 기울어진 탑

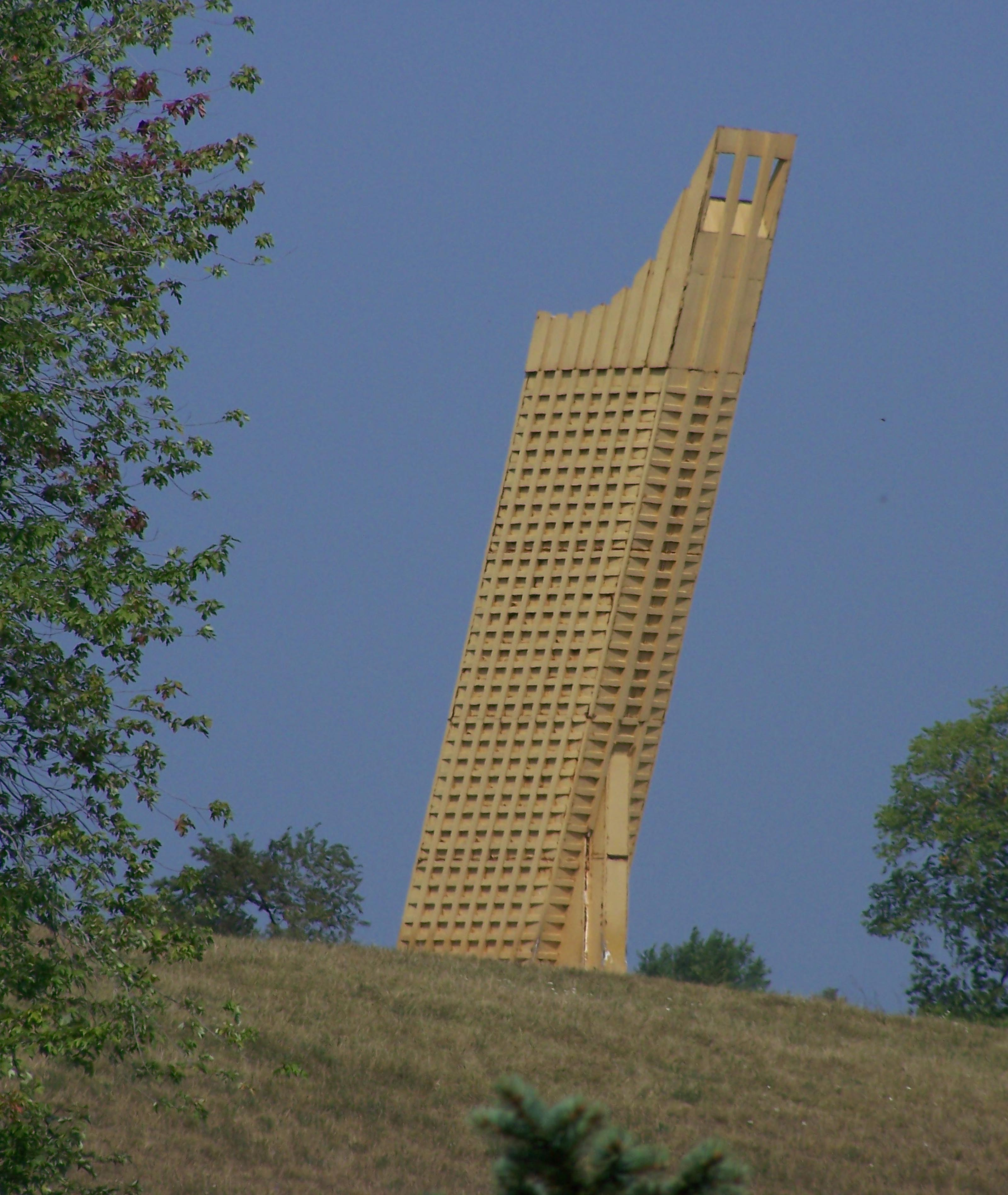
비르케르트의 탑을 1:1 규모로 만든 50피트 모형

피사의 기울어진 탑은 앤아버, 미시간주 근처 도미노 팜스 캠퍼스에 도미노피자의 운영을 수용할 예정이었던 30층짜리 기울어진 마천루였다. 1980년대 중반, 모너핸은 프랭크 로이드 라이트의 건축 실무를 계승한 탈리에신 어소시에이티드 아키텍츠에게 1956년 라이트가 시카고를 위해 설계했지만 건축되지 않은 황금 비콘(Golden Beacon) 탑을 기반으로 한 구조물을 세워달라고 요청했다. 탑 계획 중 어느 시점에 모너핸과 탈리에신 건축가들은 헤어졌는데, 양측 모두 이 프로젝트가 라이트 건축의 정신에 부합하지 않을 수 있다고 느꼈기 때문으로 알려졌다.
모너핸은 이후 도미노의 독특한 800m 길이의 본사 건물 건축가인 군나르 비르케르트를 찾아갔다. 비르케르트는 15도 각도로 기울어지고 라이트의 후기 작품 형태를 연상시키는 휘어진 상단을 가진 탑 디자인을 내놓았다. 비르케르트의 디자인은 분명 진지한 의도를 가지고 있었지만, 이탈리아의 피사의 사탑을 따서 즉시 그리고 영원히 "피사의 기울어진 탑"이라는 별명을 얻게 되었다. 이 구조물은 건축되지 않았지만, 50-피트 (15 m) 높이의 모형이 앤아버 외곽의 앤아버 차터 타운십, 미시간주에 있는 도미노 피자 본사 예정 부지에 서 있다.

### 국제 확장

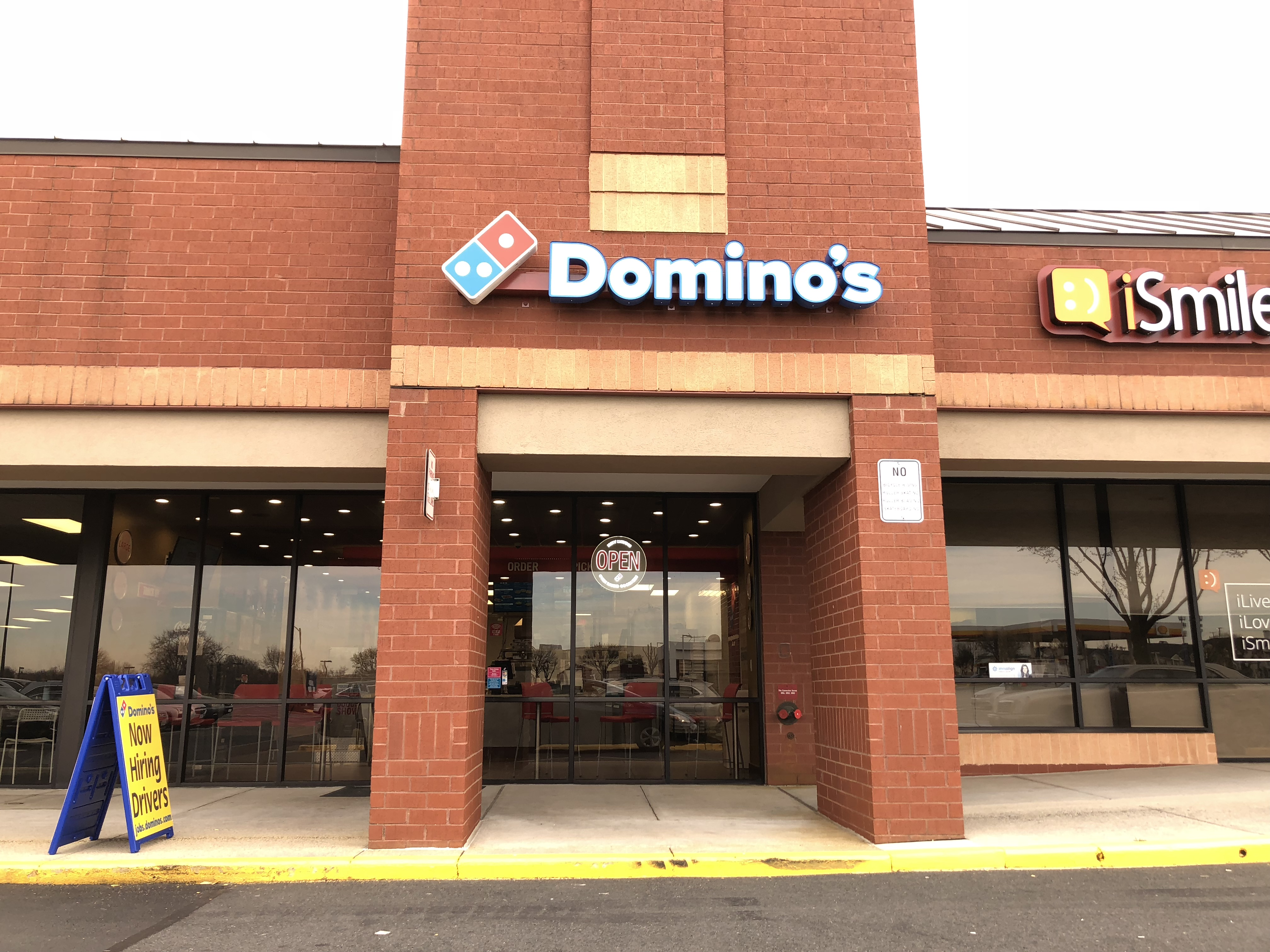
오크힐, 버지니아주, 미국에 있는 도미노피자

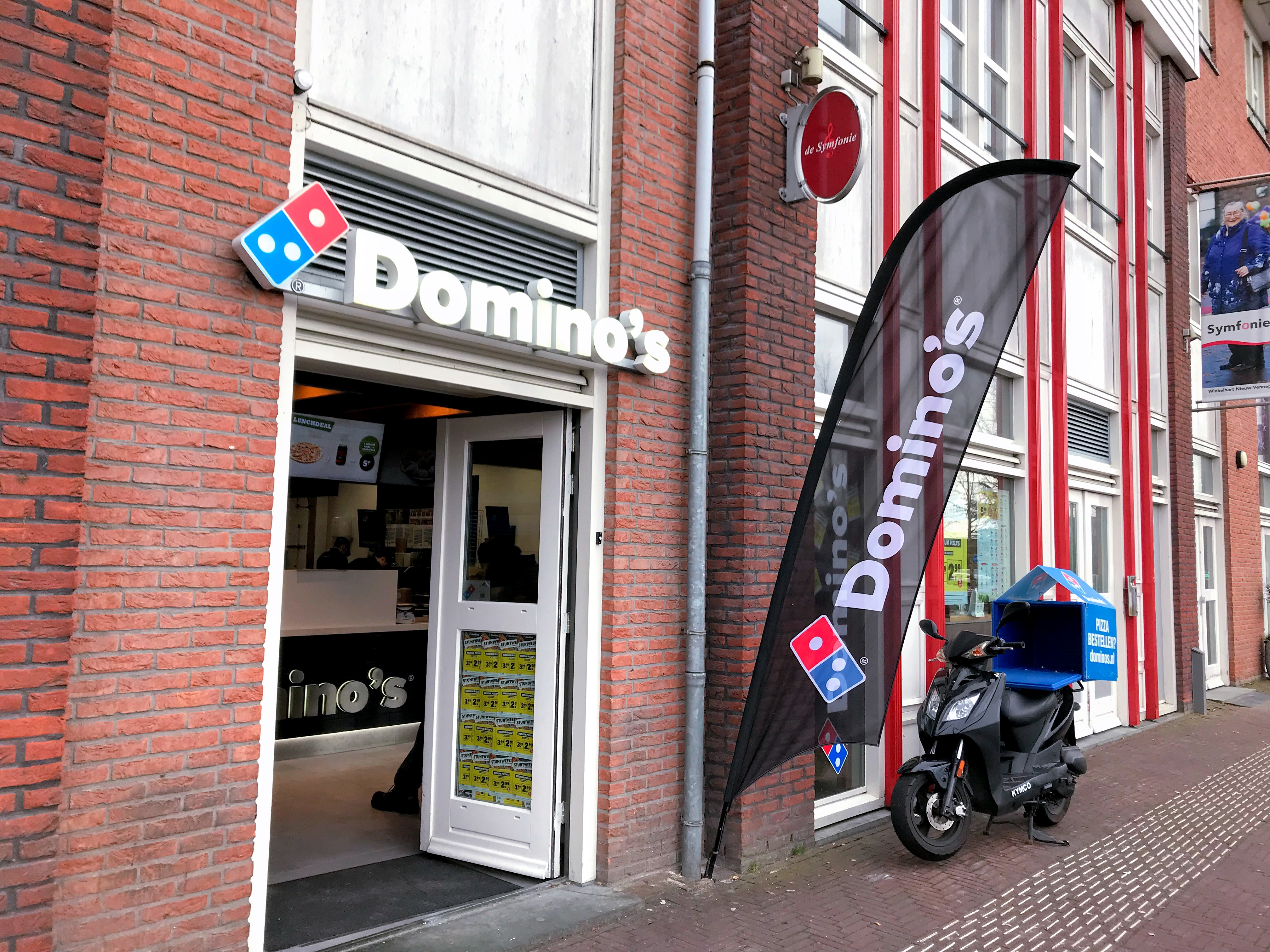
니우펜네프, 네덜란드에 있는 도미노피자

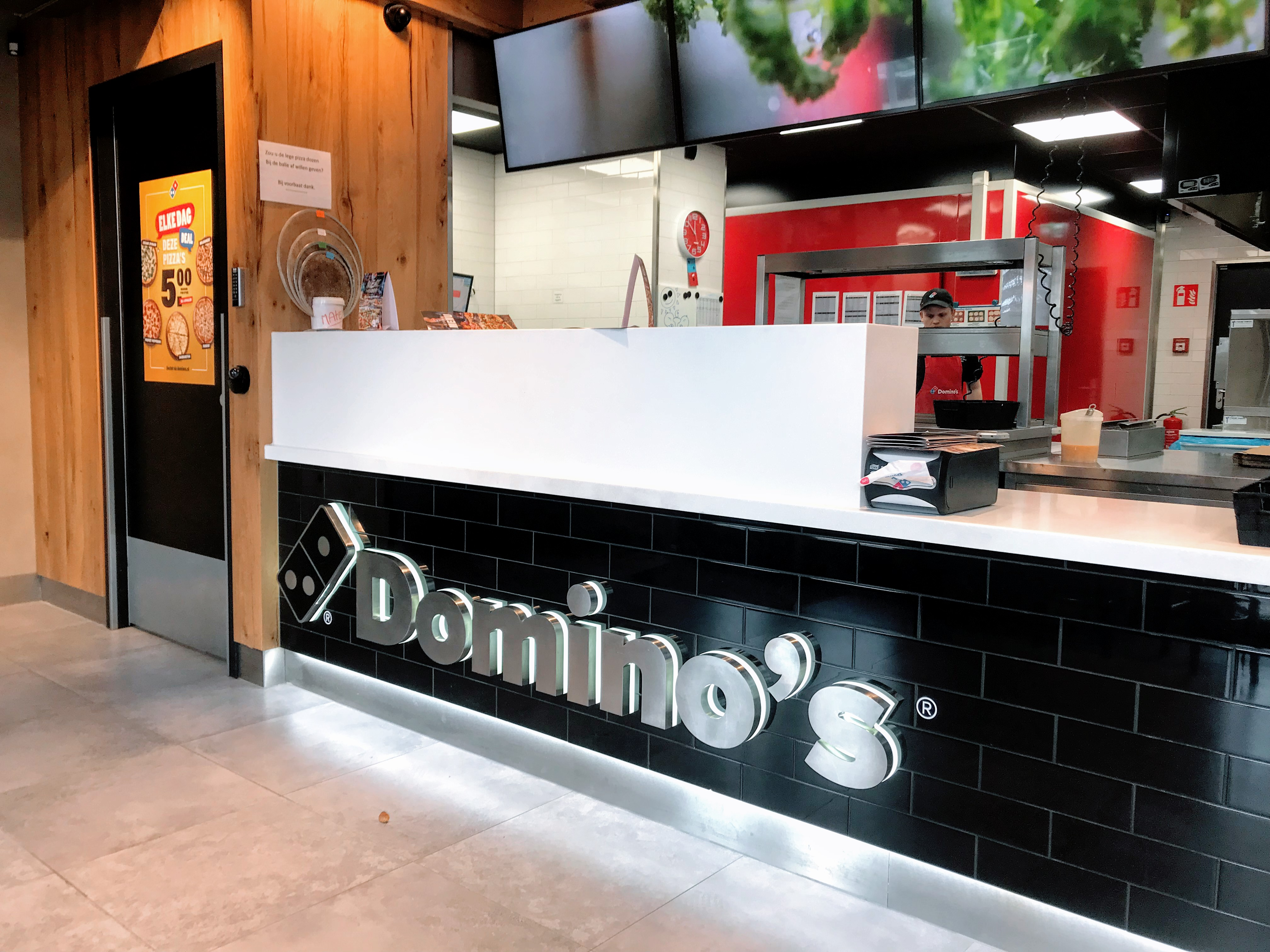
도미노피자 매장 내부

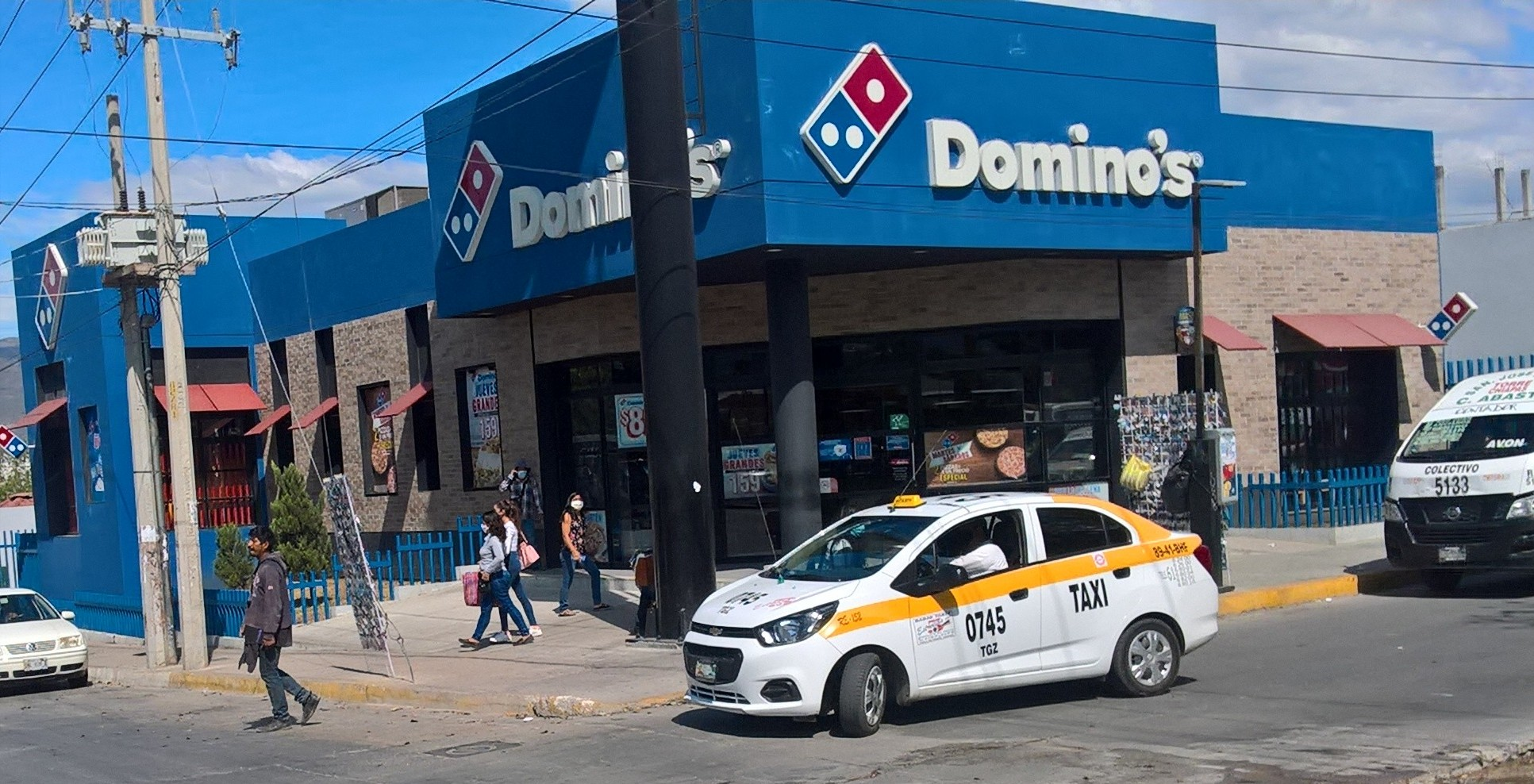
툭스틀라구티에레스, 치아파스주, 멕시코에 있는 도미노피자

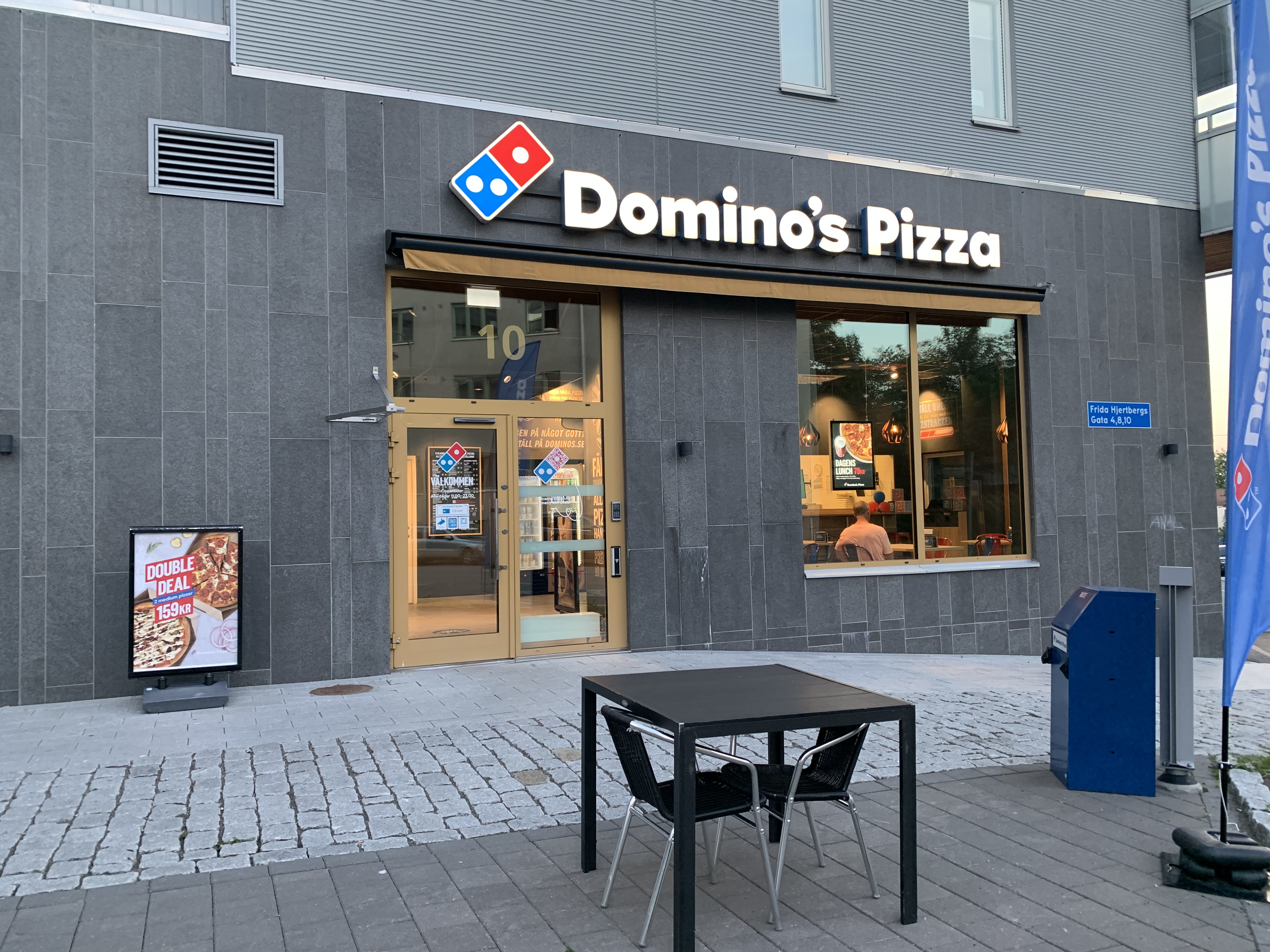
예테보리, 스웨덴에 있는 도미노피자

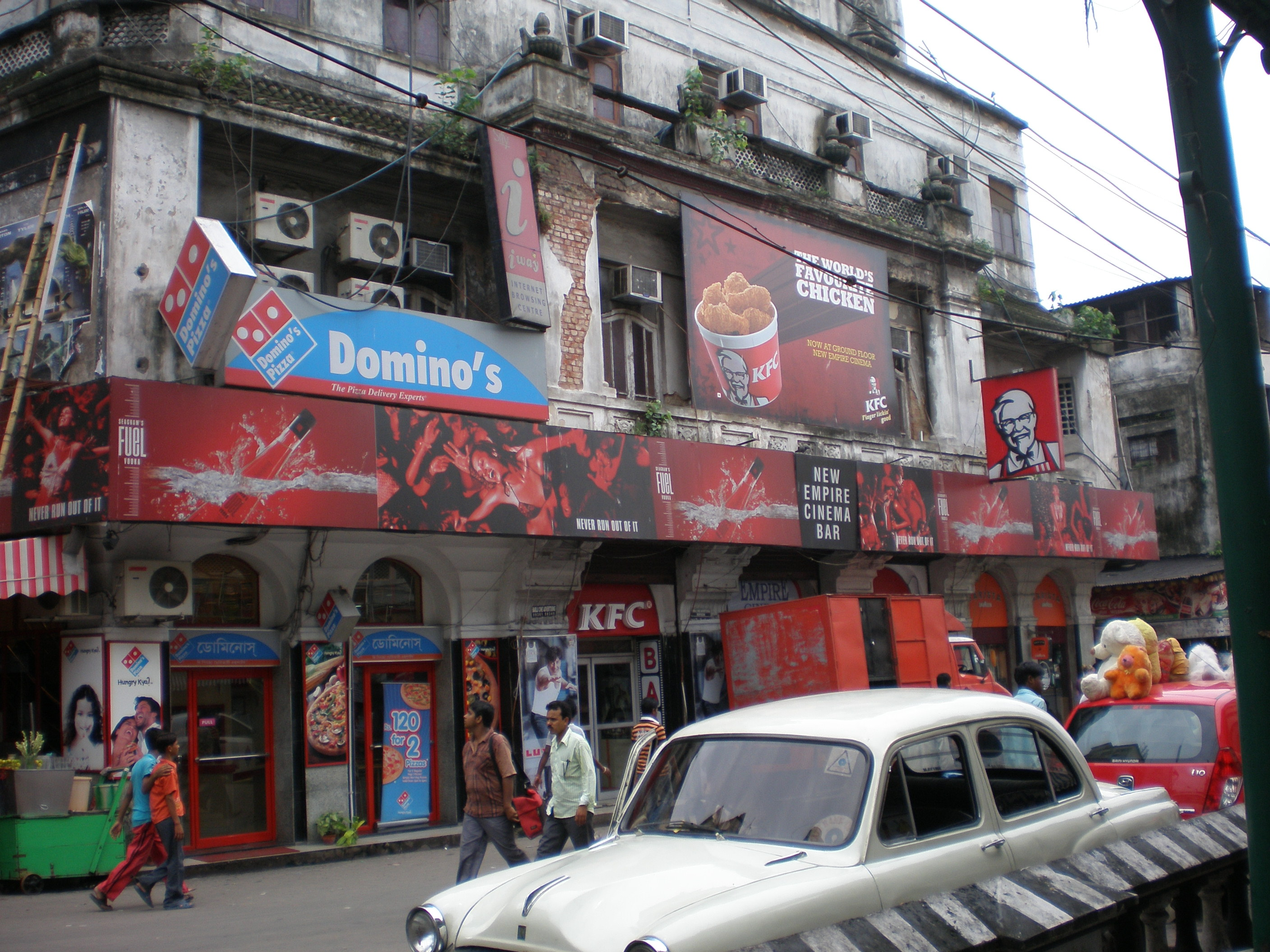
콜카타 뉴마켓에 있는 KFC 옆의 도미노피자

1983년 5월 12일, 도미노는 캐나다, 매니토바주 위니펙에 첫 해외 매장을 열었다. 같은 해, 도미노는 밴쿠버 (워싱턴주) 8086 이스트 밀 플레인 대로에 1,000번째 매장을 열었다. 1985년, 체인은 루턴에 첫 영국 매장을 열었다. 또한, 1985년 도미노는 도쿄에 첫 일본 매장을 열었다. 1993년, 이들은 도미니카 공화국에 진출한 두 번째 미국 프랜차이즈가 되었고, 기업가 루이스 데 헤수스 로드리게스의 지휘 아래 아이티에 처음으로 진출했다. 1995년까지 도미노는 1,000개의 국제 지점으로 확장되었다. 1997년, 도미노는 1,500번째 국제 지점을 열었으며, 5개 대륙에 걸쳐 하루에 7개의 매장을 개점했다. 2014년까지 회사는 6,000개의 국제 지점으로 성장했으며, 피자의 발상지인 이탈리아로 확장할 계획이었다. 이는 2015년 10월 5일 밀라노에 첫 이탈리아 매장을 열면서 실현되었다. 팻트릭 도일(Patrick Doyle) CEO는 2014년 5월, 그곳에서 배달 모델에 집중할 것이라고 말했다. 현지 식당들과의 치열한 경쟁에 직면하고 채무 의무를 이행하지 못하면서, 도미노는 2022년에 이탈리아에서 철수했다.
1995년, 도미노피자는 피자 베스트 패스트 푸드 그룹(Pizza Vest Fast Food Group)을 통해 중국 시장에 진출했으며, 이 그룹은 11개 동남아시아 국가에서 도미노피자를 운영할 권리도 소유하고 있었다.
2016년 2월, 도미노는 인도에 1,000번째 매장을 열었다. 미국을 제외하고 인도는 전 세계에서 가장 많은 도미노 매장을 보유하고 있다.
대한민국에는 1990년에 첫 점포인 송파구 오금점이 문을 연 후, 1999년 100호점을 돌파했고 2003년에는 200호점, 2008년에는 300호점을 돌파하여 2017년 현재 전국 438개의 매장을 운영하고 있다.
또한 아시아에서는 1964년 최초로 일본에 진출하여, 그 해 3월 창립한 것이 시초이다.

#### 중국
중국 지사는 도미노피자 차이나(중국어 간체자: 达美乐, 병음: Dá Měi Lè)로 알려져 있다.
2019년 10월 현재, 도미노피자 차이나는 9개 도시(베이징(약 75개 매장), 상하이(약 100개 매장), 광저우, 선전, 톈진, 난징, 쑤저우, 우시, 항저우)에 약 250개 매장을 보유하고 있다. 선전의 200번째 매장은 또한 국제적으로 10,000번째 도미노 매장이었다.
중국 본토의 첫 매장은 선전 경제특구 4구에 위치했으며, 베이징의 첫 매장은 1997년 5월 하이뎬구에 개점했다. 2006년 12월, 중화민국의 징화 호텔 그룹(Jinghua Hotel Group)은 5억 신대만 달러를 투자하여 대만과 베이징에서 도미노피자 사업권을 인수했다. 2017년, 레스토랑 체인 전문 외국인 투자 회사인 대시 브랜즈(Dash Brands Ltd.)는 홍콩과 마카오에 대한 독점 사업권을 획득했다.
중국에서 주문의 90% 이상이 온라인으로 이루어진다. 주문은 매장과 회사 웹사이트, 앱, 메시징 앱 위챗을 통해 할 수 있다. 자체 유통 시스템이 서비스 품질과 데이터 보존에 더 큰 이점을 제공한다고 주장함에도 불구하고, 도미노는 이미 엘러머와 메이퇀과 같은 제3자 배달 플랫폼과의 협력 모델을 시작했다.
도미노피자 차이나는 미국식 감자 베이컨 피자, 가재 바삭하고 부드러운 치킨 피자, 두리안 과육 피자, 소금에 절인 계란 노른자 피자뿐만 아니라 사천 고추 맛 부드러운 닭다리도 제공했다.

### 2000년대–현재
2004년, 비공개 회사로 44년을 보낸 후, 도미노는 뉴욕 증권거래소에서 "DPZ"라는 티커 심볼로 보통주 거래를 시작했다. 산업 전문지 피자 투데이(Pizza Today)는 도미노피자를 2003년, 2010년, 2011년에 "올해의 체인"으로 선정했다. 2006년 1월 동시 축하 행사에서 도미노는 일리노이주 헌틀리에 5,000번째 미국 매장을, 파나마시티에 3,000번째 국제 매장을 열어 총 8,000개의 매장을 갖게 되었다. 2006년 8월, 아일랜드 더블린 탈라흐트에 위치한 도미노 매장은 연간 300만 달러(235만 유로)의 매출을 기록한 도미노 역사상 첫 매장이 되었다. 2006년 9월년 기준, 도미노는 전 세계에 8,200개 이상의 매장을 보유하고 있으며, 총 매출은 14억 달러에 달했다.
2012년 8월, 도미노피자는 이름을 단순히 도미노로 변경했다(모회사는 여전히 도미노피자로 불린다). 동시에 도미노는 로고에서 파란색 사각형과 도미노 아래의 텍스트를 제거하고, 원래는 모두 빨간색이었던 도미노를 두 개의 점이 있는 면은 파란색으로, 하나의 점이 있는 면은 빨간색으로 변경한 새로운 로고를 도입했다. 이는 회사가 단순히 전통적인 피자에만 의존하지 않고 메뉴 선택을 "확장"하기를 원했기 때문이었다.
2022년 4월, 도미노 이탈리아 프랜차이즈 운영업체인 이피자 S.p.A.(EPizza SpA)는 이탈리아의 코로나19 봉쇄 조치로 인한 2년간의 매출 감소로 밀라노 법원에 파산 신청을 했다. 또한, 도미노피자는 글로보, 저스트 이트, 딜리버루와 같은 음식 배달 앱 서비스를 사용하기 시작한 현지 피자 체인점 및 식당들과의 경쟁에 직면했다. 하지만 실패의 주된 이유는 이탈리아에서 도미노 매장의 고객 평가가 매우 낮아 이탈리아 피자의 높은 품질과 경쟁하기 어려웠기 때문이었다. 2022년 7월 90일간의 유예 기간이 만료된 후, 도미노는 7월 20일 모든 이탈리아 매장을 폐쇄했다.
2024년 12월 12일, 도미노는 2025년 1월 2일 증시 개장과 함께 나스닥 글로벌 셀렉트 마켓으로 주식 거래를 이전할 것이라고 발표했다. 회사는 티커 심볼 "DPZ"를 유지했다.
도미노는 2025년 2월 7일, 전 세계적으로 200개 이상의 매장을 폐쇄할 계획이며, 그 중 172개는 일본에서만 폐쇄될 것이라고 발표했다. 일본 도미노피자는 1000개의 매장을 운영하고 있다. 이번 결정은 마크 판 데이크(Mark van Dyck) CEO 겸 전무이사가 회사를 맡으면서 이루어졌다. 폐쇄 이유는 해당 매장의 낮은 매출 때문이라고 밝혔다. 브랜드가 포함된 모든 시장 중 호주-뉴질랜드만이 긍정적인 성장을 보고했다. 이번 폐쇄로 도미노는 약 980만 달러의 비용을 절감할 것으로 예상한다.

## 제품

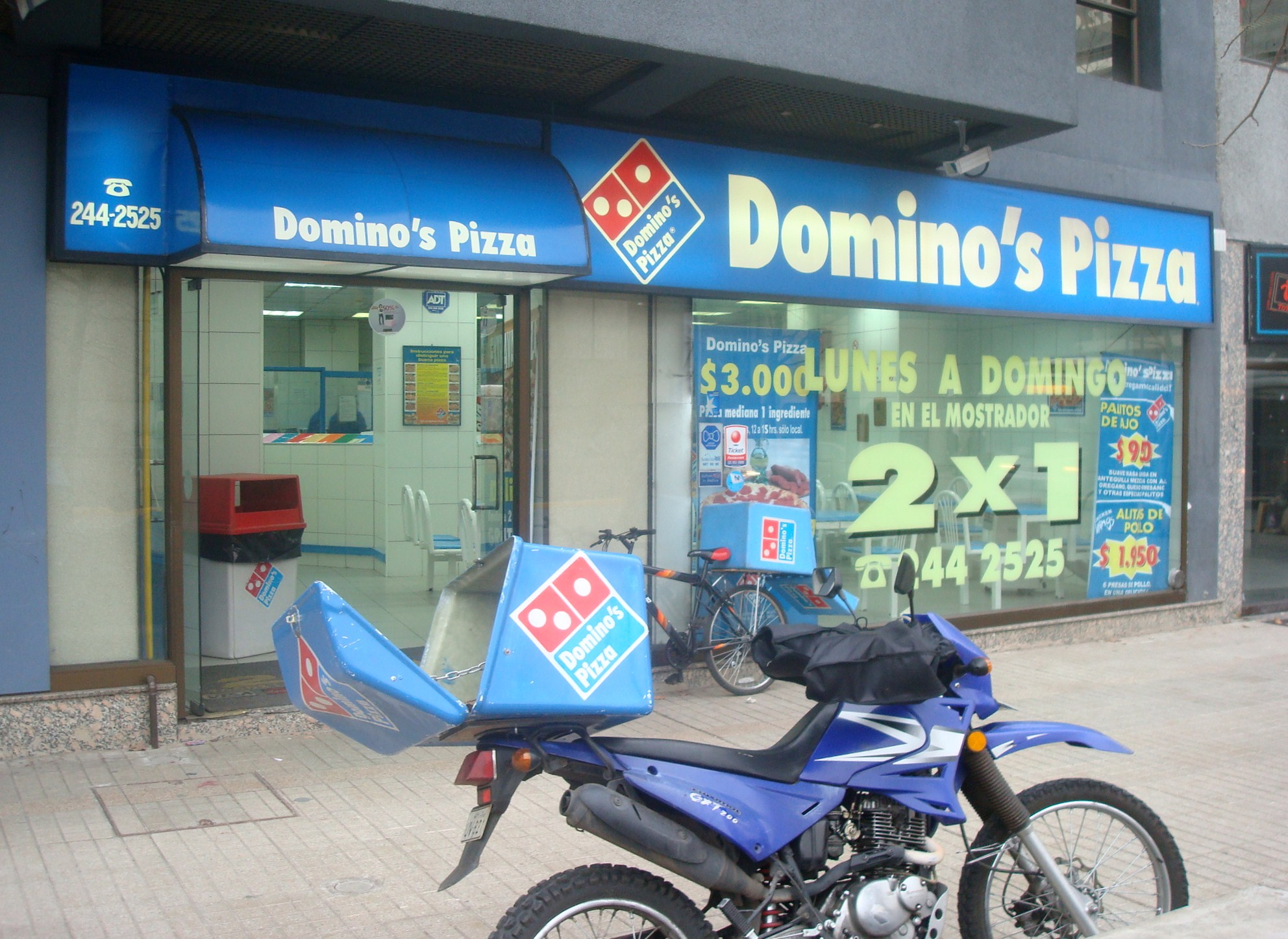
칠레 산티아고 프로비덴시아의 도미노피자

도미노 메뉴는 지역마다 다르다. 현재 미국 도미노 메뉴에는 다양한 이탈리아계 미국 요리 메인 요리와 사이드 요리가 있다. 피자가 주요 초점이며, 다양한 도우 스타일과 토핑으로 전통, 특선, 맞춤형 피자를 이용할 수 있다. 2011년 도미노는 장인 스타일의 피자를 출시했다. 추가 요리로는 파스타, 빵 그릇 (bread bowls), 오븐에 구운 샌드위치가 있다. 메뉴에는 닭고기 및 빵 사이드 요리뿐만 아니라 음료와 후식도 제공된다.
창립부터 1990년대 초반까지, 도미노피자의 메뉴는 배달 효율성을 보장하기 위해 다른 패스트 푸드 레스토랑에 비해 단순하게 유지되었다. 역사적으로, 도미노의 메뉴는 두 가지 크기(12인치와 16인치)의 한 가지 스타일의 피자 크러스트, 11가지 토핑, 그리고 유일한 청량음료 옵션으로 코카콜라로만 구성되었다.

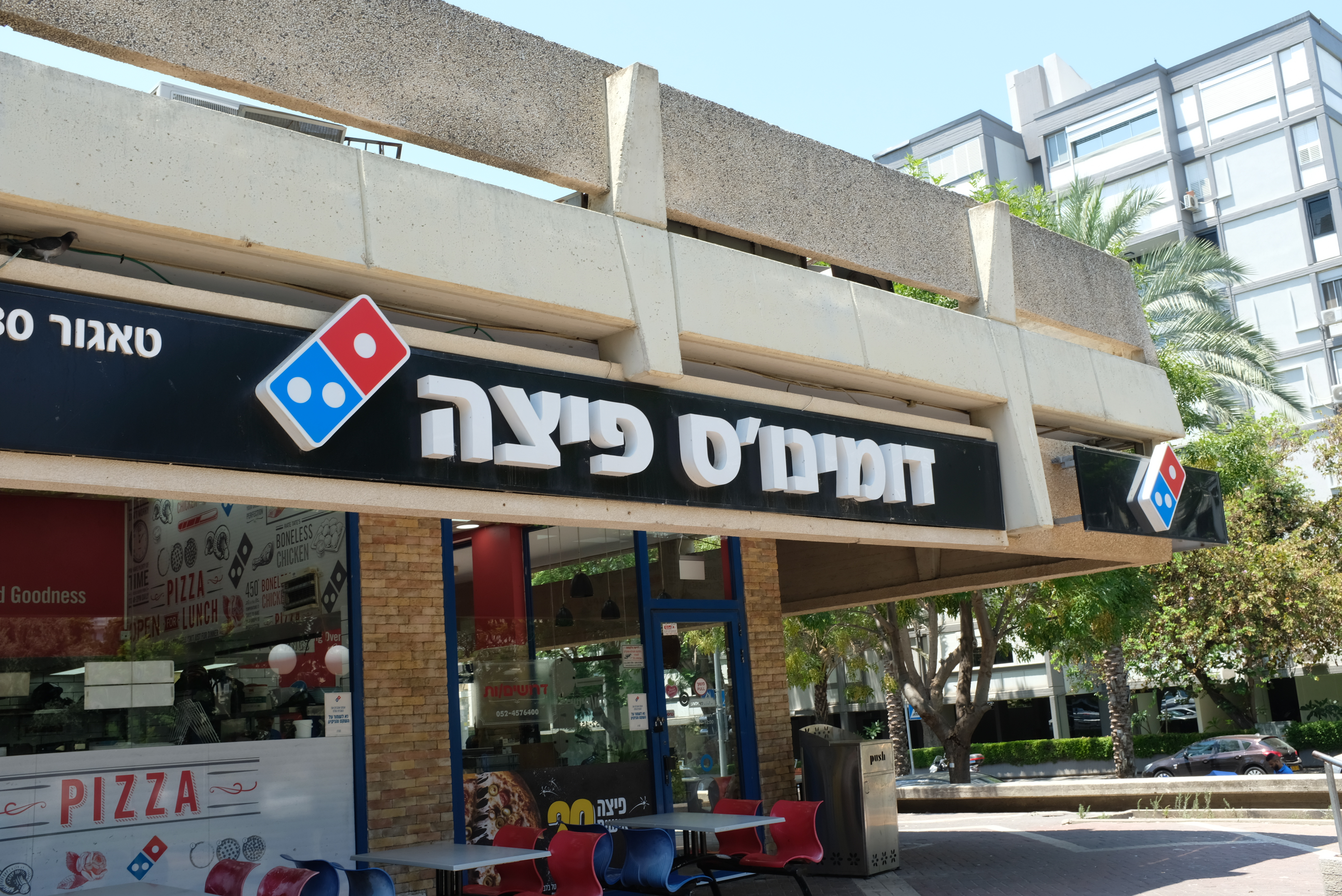
이스라엘 텔아비브의 도미노피자

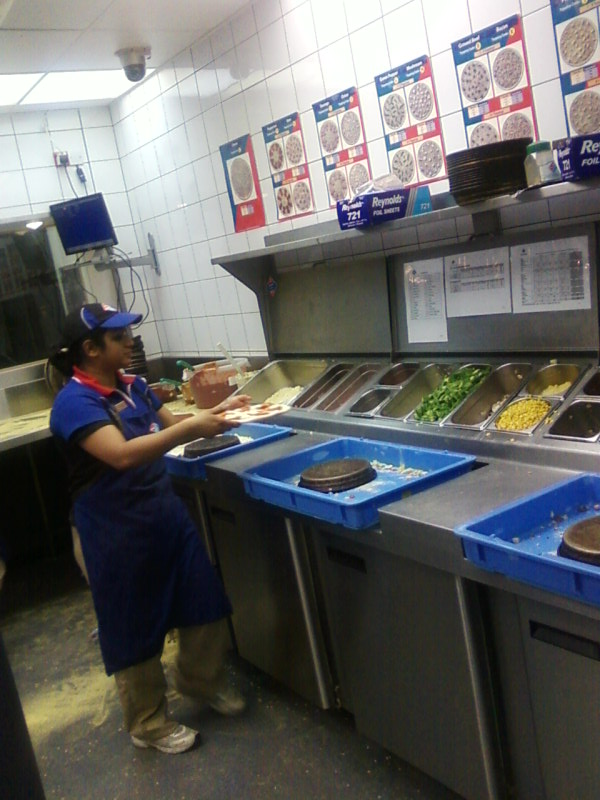
도미노피자의 "제작 라인"

첫 번째 메뉴 확장은 1989년 도미노의 딥 디쉬 출시와 함께 이루어졌다. 이는 피자 고객의 40%가 두꺼운 크러스트를 선호한다는 시장 조사를 따른 것이었다. 신제품 출시에는 약 2,500만 달러가 소요되었으며, 이 중 1,500만 달러는 천공된 바닥이 있는 새로운 판금 팬에 사용되었다. 도미노는 1993년 초부터 30조각, 1야드 길이의 "더 도미네이터"(The Dominator)를 시작으로 초대형 피자를 시험하기 시작했다.
도미노는 2002년 8월, 버팔로 윙의 대안으로 매콤한 "버팔로 치킨 키커즈"(Buffalo Chicken Kickers)를 통해 한입 크기 음식에 대한 시장 동향을 파고들었다. 치킨 핑거와 유사한 빵가루 입힌 구운 흰살 필레는 닭고기를 "뜨겁게" 또는 "차갑게" 만들 수 있는 두 가지 소스가 담긴 맞춤형 상자에 포장되어 있다.
2003년 8월, 도미노는 2000년 1월 이후 첫 신제품 피자인 "필리 치즈 스테이크 피자"(Philly Cheese Steak Pizza)를 발표했다. 이 제품 출시는 미국축산협회와의 파트너십의 시작을 알리기도 했는데, 미국축산협회의 소고기 체크오프 로고가 관련 광고에 등장했다. 도미노는 2006년 "브루클린 스타일 피자"(Brooklyn Style Pizza)를 도입하며 특선 피자로의 움직임을 이어갔다. 이 피자는 얇은 도우, 바삭함을 더하기 위해 구운 옥수수 가루, 그리고 전통적인 뉴욕 스타일 피자처럼 접을 수 있는 더 큰 조각이 특징이다.
2008년, 도미노는 다시 한번 피자 외의 음식으로 영역을 넓혀, 써브웨이의 토스트 서브머린 샌드위치와 경쟁하기 위한 4가지 스타일의 오븐에 구운 샌드위치를 선보였다. 샌드위치 초기 마케팅에서는 경쟁사에 대한 다양한 언급이 있었는데, 예를 들어 동일한 이름의 서브웨이 대변인인 "자레드"라는 이름의 고객에게 무료 샌드위치를 제공하는 식이었다.
회사는 2009년에 "아메리칸 레전드"(American Legends) 특선 피자 라인을 출시했는데, 이는 기존 피자보다 40% 더 많은 치즈와 더 다양한 토핑을 특징으로 했다. 같은 해, 도미노는 가볍게 양념된 빵 그릇 안에 파스타를 넣고 구운 "브레드볼 파스타"(BreadBowl Pasta)와 따뜻한 퍼지로 채워진 바삭한 초콜릿 껍질 디저트인 "라바 크런치 케이크"(Lava Crunch Cake)를 판매하기 시작했다. 도미노는 이 디저트를 홍보하기 위해 워싱턴주 세인트헬렌스산 근처 호프스타트 블러프 방문객 센터(Hoffstadt Bluffs Visitor Center)에 1,000개의 케이크를 비행기로 공수하여 배달했다.
2010년, 회사 창립 50주년 직후, 도미노는 피자 레시피를 "도우부터" 완전히 변경하여 피자에 사용되는 도우, 소스, 치즈에 상당한 변화를 주었다. 그들의 광고 캠페인은 맛 문제로 인해 도미노 제품에 대한 대중의 인식에 이전 문제가 있었음을 인정했으며, 셰프들이 새로운 피자를 개발하는 모습을 보여주었다. 새로운 피자는 같은 달에 공개되었다. 다음 해인 2010년, 도미노의 50주년에 회사는 J. 팻트릭 도일(J. Patrick Doyle)을 새로운 CEO로 고용했으며, 분기별 14.3%의 이익을 기록했다.
2012년 9월, 도미노는 2012년 9월 24일에 팬 피자를 메뉴에 추가할 것이라고 발표했으며, 23년 전에 출시되었던 오리지널 딥 디쉬 피자는 새로운 팬 피자 때문에 단종되었다.
2013년 12월, 이스라엘 도미노피자는 영국의 VBites사에서 공급하는 콩 기반 치즈 대체품을 사용하는 첫 번째 비건 피자를 공개했다.

## 프랜차이즈

도미노피자 레스토랑이 있는 국가 지도 (구식)

도미노피자는 2018년 9월 현재 미국(컬럼비아 특별구, 괌, 푸에르토리코, 미국령 버진아일랜드 포함), 83개 다른 국가 및 케이맨 제도와 같은 해외 영토, 그리고 코소보 및 북키프로스와 같은 제한적인 인정을 받는 국가에도 매장을 두고 있다. 전 세계 5,701개 도시(국제 2,900개, 미국 2,800개)에 매장이 있다. 2016년, 도미노는 인도에 1,000번째 매장을 열었다. 2018년 1분기 기준으로 도미노는 약 15,000개의 매장을 보유하고 있으며, 이 중 미국에 5,649개, 인도에 1,232개, 영국에 1,094개가 있다.
대부분의 경우 도미노는 국가별로 한 회사와 마스터 프랜차이즈 계약을 맺지만, 세 회사는 여러 국가를 아우르는 다중 마스터 프랜차이즈 계약을 획득했다.
- 도미노피자 이스라엘은 1990년에 설립되었고 1993년에 첫 지점을 열었다.[66] 이들은 엘가드 피자(Elgad Pizza)가 운영한다. 2014년 8월 현재, 주 전역에 33개 지점이 있다. 코셔 프랜차이즈는 4개이다.[67]
- 호주, 뉴질랜드, 프랑스, 벨기에, 네덜란드, 모나코, 룩셈부르크, 독일, 일본, 말레이시아, 싱가포르, 대만, 캄보디아에서 체인점 소유, 운영 및 프랜차이즈 권리는 현재 호주 도미노피자 엔터프라이즈가 소유하고 있으며,[68] 1993년에 모회사로부터 마스터 프랜차이즈를 인수했다(호주 및 뉴질랜드 프랜차이즈).[69] 이 호주 회사는 2013년과 2022년 사이에 여러 유럽 및 아시아 프랜차이즈도 인수했다.[70][69][71] 2019년에 덴마크 사업체를 인수했지만 2023년에 청산했다.[72]
- 영국 및 아일랜드의 마스터 프랜차이즈는 1993년 영국의 도미노피자 그룹 (DPG)이 인수했으며, 2011년에는 독일의 마스터 프랜차이즈를, 2012년 8월에는 스위스 마스터 프랜차이즈 소유자를 인수하여 스위스, 리히텐슈타인, 룩셈부르크 사업을 인수했고, 오스트리아 마스터 프랜차이즈도 인수할 옵션을 가지고 있다.[73][74][75] DPG는 2016년 12월 말뫼의 모빌리아 쇼핑몰 근처에 첫 스웨덴 매장을 열었으며, 3년 후인 2019년에는 스웨덴 내 모든 사업체를 매각할 것이라고 발표했다.[76][77]
- 라틴 아메리카에서는 1988년 콜롬비아에 첫 프랜차이즈가 문을 열었다.[78] 다음 해에 도미노피자는 멕시코, 과테말라 (1989년), 칠레 (1991년), 베네수엘라 (1992년), 도미니카 공화국 (1993년), 에콰도르 및 페루 (1995년)에서 사업을 시작했다. 그러나 경영상의 문제와 여러 위생 문제로 인해 페루 도미노 프랜차이즈는 2015년에 문을 닫았고,[79] 1년 후에 새로운 소유주와 함께 다시 문을 열었다.[80]
- 인도, 네팔, 스리랑카의 마스터 프랜차이즈는 현재 인도 회사인 주빌런트 푸드웍스가 소유하고 있다. 인도는 본국 시장을 제외하고 도미노에게 가장 큰 국제 시장이며, 1,000개 이상의 도미노 매장을 보유한 유일한 국가이다.[5] 1996년 델리에 첫 매장을 연 이후, 2018년 현재 회사는 인도 264개 도시에 걸쳐 1,362개 매장을 운영하고 있다.[5][6][81]
- 방글라데시에서 도미노피자 프랜차이즈는 주빌런트 푸드웍스와 골든 하베스트 리미티드(Golden Harvest Limited)가 공동 소유하고 있으며, '도미노피자 방글라데시 리미티드'를 구성한다. 이 법인에서 주빌런트 푸드웍스는 지분 51%를 소유한 대주주이며, 나머지 지분은 골든 하베스트 리미티드가 소유한다.[82] 방글라데시의 첫 매장은 2019년 2월에 문을 열었다.[83]
- 2020년 7월 27일 현재, 도미노피자는 크로아티아 자그레브 시내에 개장했다.[84]
- 2020년 현재 도미노피자는 터키에 550개 매장을 열었다.[85]
- 이탈리아에서 도미노는 파산을 선언하고 모든 매장을 폐쇄했다.[86]
- 러시아에서 DP 유라시아는 러시아 사업 부문에 대한 파산을 선언하고 러시아, 터키, 아제르바이잔, 조지아의 모든 지점을 폐쇄할 것이라고 발표했다.[87] 러시아 네트워크는 2023년 8월 래퍼 티마티에게 인수되었다. 판매 후, 이름은 Domиno Pizza로 변경되었다.[88]
- 2022년 11월 현재, 도미노피자는 우루과이 몬테비데오에 개장했으며, 이는 프랜차이즈의 코노 수르 지역 첫 매장이며, 향후 5년 내에 이 도시에 20개 매장을 오픈할 계획을 발표했다.[89][90][91]
- 중앙아시아에서는 도미노피자가 2024년 5월 우즈베키스탄 타슈켄트에 첫 프랜차이즈를 열었다.

### 매출
현재 미국에는 총 6,157개의 도미노 지점이 있으며, 이 중 5,815개가 프랜차이즈 지점이다. 2018년 프랜차이즈 지점의 주간 평균 매출(AWUS)은 22,045달러로, 지난 5년간 꾸준히 증가했다. 연간으로는 평균 100만 달러 이상의 매출을 올린다. 25,000달러 이상을 벌어들이는 매장의 도미노 상각전 영업이익은 15.0%였다. 대다수의 매장이 이 범주에 속했으며, 1,500개 이상의 지점이었다. 2019년 도미노의 손익계산서에 따르면, 순이익은 40만 달러를 약간 넘었다. 도미노 프랜차이즈의 초기 프랜차이즈 수수료는 10,000달러이며, 로열티 수수료는 매주 매출의 5.5%, 광고 비용은 매주 매출의 4%이다.

## 광고
1986년 말, 도미노는 그룹 243 Inc.가 고용하여 윌 빈튼 스튜디오가 제작한 슬랩스틱 캐릭터 노이드를 특징으로 하는 광고로 잘 알려져 있었다. 이 캐릭터는 피자 배달 시 발생할 수 있는 모든 불만족스러운 경험을 의인화한 것이었다. 따라서 광고와 관련된 캐치프레이즈는 "노이드를 피하라"(Avoid the Noid)였다. 그러나 1989년, 케네스 라마 노이드(Kenneth Lamar Noid)라는 남자가 마스코트가 자신을 모방한 것이라고 믿고 조지아주 챔블리에서 도미노 직원 두 명을 인질로 잡으면서 광고 캠페인이 악명을 얻게 되었다. 직원들은 노이드가 주문한 피자를 먹는 동안 탈출했다. 노이드는 결국 편집형 조현병 진단을 받고 정신 이상으로 무죄 판결을 받았으며, 1995년 자살했다. 대중의 일반적인 믿음과는 달리, 도미노는 노이드 광고 캠페인의 중단이 인질극의 결과가 아니라고 밝혔다. 노이드는 2011년 도미노 페이스북 페이지의 아케이드 스타일 게임에서 일주일 동안 잠시 부활했다. 최고 점수를 받은 사람은 무료 피자 쿠폰을 받았다.
2009년 3월, 도미노 웹사이트의 오류로 인해 회사는 거의 11,000개의 무료 미디엄 피자를 제공했다. 회사는 2008년 12월에 이 캠페인을 계획했으나 아이디어를 폐기하고 홍보하지 않았다. 그러나 피자를 받을 수 있는 교환 코드는 비활성화되지 않았고, 누군가 웹사이트에서 "bailout"이라는 단어를 입력하여 이 프로모션을 발견한 후 인터넷에서 다른 사람들과 공유하면서 미국 전역에서 무료 피자가 배포되었다. 도미노는 2009년 3월 31일 아침에 코드를 비활성화했으며, 매장 주인들에게 피자 비용을 상환해 줄 것을 약속했다.

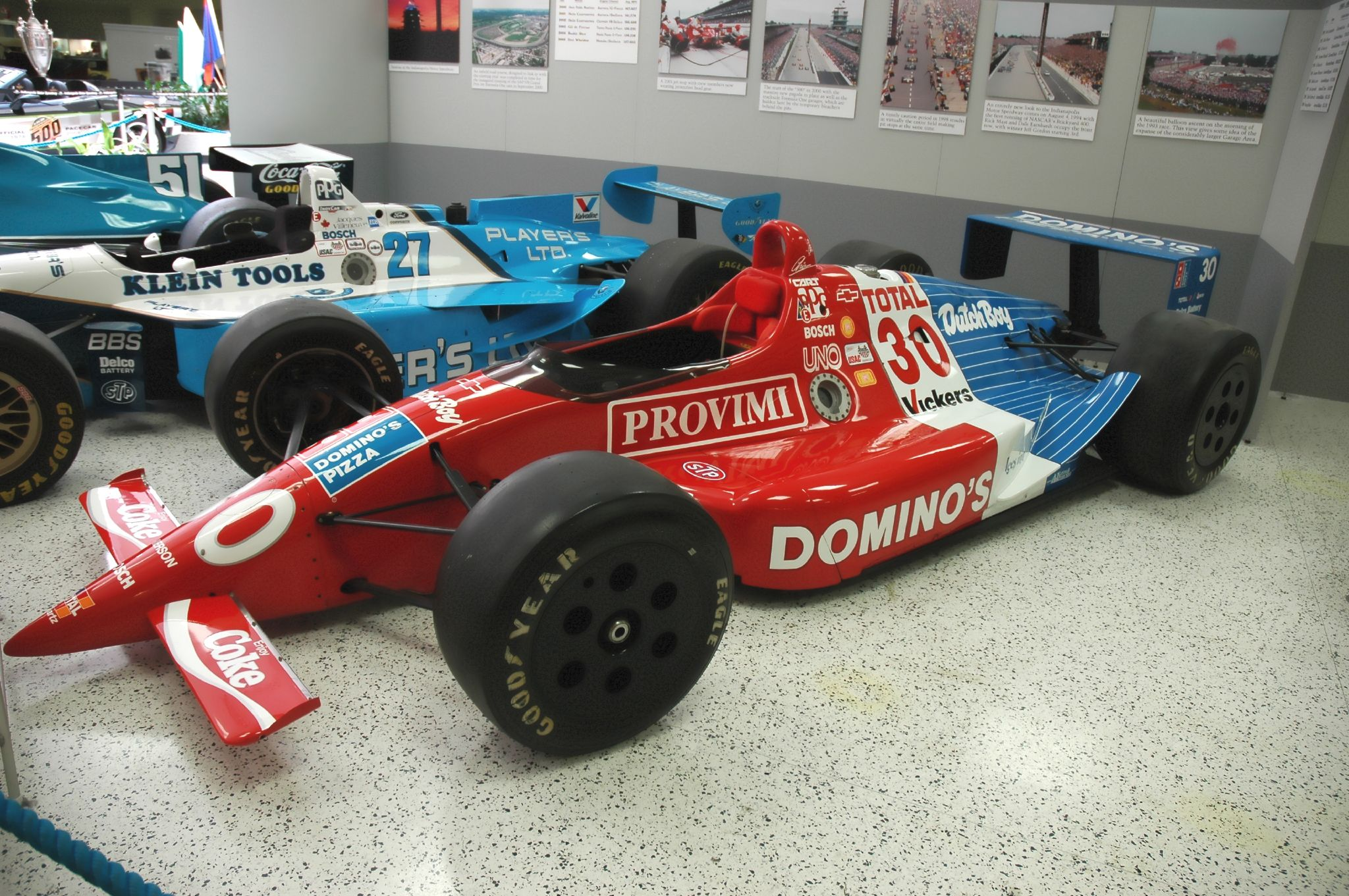
아리 루옌다이크의 롤라-쉐보레, 더그 시어슨 레이싱 소속으로 1990년 인디애나폴리스 500에서 우승했다.

도미노는 CART의 더그 시어슨 레이싱을 후원했으며, 아리 루옌다이크가 운전하여 1990년 인디애나폴리스 500에서 우승했다. 2003년, 도미노는 나스카와 다년간의 파트너십을 맺고 "나스카의 공식 피자"가 되었다. 도미노는 또한 마이클 월트립 레이싱과 드라이버 데이비드 로이티만을 2007년 나스카 컵 시리즈 시즌 동안 후원했다.
2018년 6월, 도미노는 피자가 손상되는 것을 방지하기 위해 "피자를 위한 포장"(Paving for Pizza)이라는 프로젝트를 시작하여 미국 도로의 균열과 팟홀을 포장하는 작업을 시작했으며, 도시와 마을에 도로 보수 보조금을 제공했다. 회사는 버뱅크 (캘리포니아주), 바튼빌 (텍사스주), 애선스 (조지아주), 밀퍼드 (델라웨어주) 등 4개 도시 및 마을과 도로 포장 계약을 맺었다. 포장된 구역에는 도미노 로고와 "그래, 우리가 했어"(OH YES, WE DID)라는 슬로건이 새겨져 있다.

### 30분 보증
1973년부터 도미노피자는 고객에게 주문 후 30분 이내에 피자를 배달하지 못하면 피자를 무료로 제공하는 보증을 제공했다. 이 보증은 1987년에 3달러 할인으로 변경되었다. 1992년, 회사는 과속 도미노 배달 기사에게 사망한 인디애나 여성의 가족이 제기한 소송을 합의하여 가족에게 280만 달러를 지급했다. 1993년의 또 다른 소송에서는 도미노 배달 기사가 빨간 불을 무시하고 자신의 차량과 충돌하여 부상을 입은 여성에게 배심원단이 거의 8천만 달러를 배상금으로 판결했지만, 1,500만 달러의 합의금을 수락했다. 당시 CEO 톰 모너핸에 따르면, 반시간 보증은 그해 "무모한 운전과 무책임에 대한 대중의 인식" 때문에 중단되었다.
2007년 12월, 도미노는 새로운 슬로건인 "30분 있어요"(You Got 30 Minutes)를 도입하여 이전 약속을 암시했지만, 30분 내 배달을 약속하지는 않았다.
회사는 콜롬비아, 베트남, 멕시코, 중국, 인도에 위치한 매장에서 주문 시 30분 보증을 계속해서 지키고 있다. 30분 보증은 해당 국가에서 적용되는 약관의 적용을 받는다.

## 마케팅
2001년, 도미노는 미국 메이크어위시 재단과 2년간의 전국 파트너십을 시작했다. 같은 해, 뉴욕과 워싱턴 D.C.에 위치한 회사 매장들은 9·11 테러 이후 세계 무역 센터 (1973년~2001년)와 펜타곤의 구조대원들에게 12,000개 이상의 피자를 제공했다. 매칭 펀드 프로그램을 통해 회사는 미국 적십자사의 재난 구호 활동에 35만 달러를 기부했다. 2004년, 도미노는 성 유다 어린이 연구 병원과 파트너십을 시작했으며, 2004년 캠페인 시작 이후 병원의 "Thanks and Giving" 캠페인에 참여하여 2014년에 520만 달러를 모금했다.
2007년, 도미노는 재향군인 꿈 실현 프랜차이즈 프로그램을 도입하고 온라인 및 모바일 주문 사이트를 출시했다. 2008년, 도미노는 피자 트래커를 도입했는데, 이는 고객이 실시간 진행률 표시줄로 주문 상태를 확인할 수 있는 온라인 애플리케이션이다. 2005년부터 도미노피자 미국의 전화 주문 서비스 목소리는 케빈 레일스백(Kevin Railsback)이다.
2009년 브랜드 키스의 전국 체인점 소비자 맛 선호도 조사에서 도미노는 척 E. 치즈와 함께 꼴찌를 기록했다. 같은 해 12월, 도미노는 피자를 완전히 재탄생시키겠다는 계획을 발표했다. 회사는 소비자들이 당시 피자의 품질을 비판하고 요리사들이 새로운 피자를 개발하는 모습을 보여주는 자기 비판적인 광고 캠페인을 시작했다. 새로운 피자는 같은 달에 공개되었다. 다음 해인 2010년, 도미노의 50주년에 회사는 J. 팻트릭 도일(J. Patrick Doyle)을 새로운 CEO로 고용했으며, 분기별 14.3%의 이익을 기록했다.
2011년, 도미노는 뉴욕의 타임스 스퀘어에 고객들의 실시간 댓글을 보여주는 빌보드 광고를 시작했는데, 좋은 댓글, 중립적인 댓글, 나쁜 댓글이 모두 포함되었다.
2015년, 도미노는 피자 80개, 사이드 메뉴, 2리터 소다 병, 디핑 소스를 실을 수 있는 "피자 자동차"를 공개했다. 이 자동차는 또한 140 °F (60 °C) 오븐이 탑재되어 있으며, 일반 배달 자동차보다 연료 효율이 좋다. 공식 명칭은 도미노 DXP이며, 쉐보레 스파크를 루쉬 퍼포먼스가 맞춤 제작한 것이다. 각 자동차가 100,000마일에 도달하면 은퇴하고 루쉬로 돌아가 재고 상태로 복구된다.
2016년, 도미노는 스타십 테크놀로지스와 협력하여 특정 독일 및 네덜란드 도시에 피자 배달을 위한 자율 주행 로봇을 적용했다. 2016년, 뉴질랜드 도미노는 플라이어티(Flirety)의 DRU 드론을 사용하여 세계 최초로 무인 항공기 피자 배달을 수행했다.
2017년 2월, 도미노는 도미노 eGift 카드 형태로 선물을 전달하는 결혼 등록 서비스를 시작했다. 도미노는 또한 구구 구루(Gugu Guru)와 협력하여 피자 테마의 아기 등록 서비스를 만들었다. 고객은 행사용 도미노 피자 패키지를 신청할 수 있다.
2018년 6월, 도미노는 피자가 운송 중 손상되는 것을 방지하기 위해 "피자를 위한 포장"(Paving for Pizza) 이니셔티브의 일환으로 미국 내 팟홀 수리를 시작했다.
2019년 6월, 도미노는 로봇 공학 회사 뉴로와의 파트너십을 발표했다. 이 서비스는 텍사스주 휴스턴에서 뉴로의 맞춤형 자율 주행 차량인 R2를 사용하여 시작될 예정이다.
2021년 12월, 회사는 최대 5천만 달러에 달하는 "서프라이즈 프리"(surprise frees) 또는 배달 과정의 무료 품목을 제공하기 시작했다. 이러한 움직임은 수수료를 부과하는 배달 앱과 회사를 차별화하기 위함이었다.
2022년 1월, 회사는 인플레이션 압력에 대응하여 판촉 행사를 축소하고 특정 메뉴 품목을 조정할 것이라고 발표했다.
2022년 9월, 회사는 한정된 기간 동안 온라인 주문 시 20% 할인을 제공하는 "인플레이션 구호 할인"(Inflation Relief Deal)을 시작했다.
2022년 11월, 도미노는 미국 차량에 쉐보레 볼트 차량 800대를 추가했다.

## 논란

### 가격 인상 후 기만적 할인
홈페이지에서 주문을 할 경우 기본적으로 30% 할인을 해준다. 또한 수시로 50% 등의 할인 이벤트를 연다. 처음부터 정가를 과도하게 높게 매겨놓고 기만적으로 할인 이벤트를 한다는 비판이 제기되고 있다.

### 기부 이벤트
2010년 10월 기부 이벤트를 진행하였다. 소비자가 피자 한 판을 15% 할인 가격에 구매하면 소비자에게는 반 판만 배달되고 나머지 반을 기부하는 형식이다. 또한 회사 측에서 반 판을 부담하여 기부 수혜자는 온전한 한 판을 받게 된다. 얼핏 보면 소비자와 회사가 절반씩 부담하는 것 같지만 실상은 다르다. 소비자는 모바일 앱이나 통신사, 카드사 등을 이용하여 15% 이상의 할인 혜택을 받을 수 있기 때문에 15% 할인은 장점이 아니다. 또한 소비자 측에서는 피자 반 판의 가격을 온전히 부담하는 것이지만, 회사 측에서는 피자 반 판의 정가의 50% 정도로 알려진 제조 원가만큼을 부담하는 것이고 그 또한 고객에게 판매하여 얻은 수익으로 상쇄되고도 남기 때문에 회사 측에서는 사실상 부담하는 금액이 없는 것이다.